# فرناندا أوليفيرا
فرناندا أوليفيرا (بالبرتغالية: Fernanda Oliveira‏) هي متسابقة يخت برازيلية، ولدت في 19 ديسمبر 1980 في بورتو أليغري في البرازيل.

## وصلات خارجية
- فرناندا أوليفيرا على موقع الاتحاد الدولي للملاحة الشراعية (موقع جديد) (الإنجليزية)
- فرناندا أوليفيرا على موقع الاتحاد الدولي للملاحة الشراعية (موقع قديم) (الإنجليزية)
- فرناندا أوليفيرا على موقع اللجنة الأولمبية الدولية (الإنجليزية)
- فرناندا أوليفيرا على موقع أوليمبيديا (الإنجليزية)
- فرناندا أوليفيرا على موقع اللجنة الأولمبية البرازيلية (البرتغالية)